# Andrea Fortunato
Andrea Fortunato (Salerno, 1971. július 26. – Perugia, 1995. április 25.) olasz labdarúgó.

## Karrierje
Profi pályafutását a Como csapatában kezdte 1989-ben az olasz másodosztályban. Itt 16 mérkőzésen lépett pályára, gólt nem szerzett, a csapata pedig kiesett a harmadosztályba. A következő idényben Fortunato 28 találkozón kapott szerepet, az ekkor nyújtott teljesítménye magasabban jegyzett klubok figyelmét is felhívta a játékosra.
1991 nyarán leigazolta a Genoa, ahol ugyanekkor egy másik nagy tehetség, Christian Panucci is elkezdte bontogatni a szárnyait. Fortunatót a klub kölcsönadta a másodosztályú Pisa együttesének, itt 25 alkalommal kapott lehetőséget, majd egy évre rá visszatért Genovába. Bár már idény közben eldőlt, hogy 1993 nyarától a Juventusban folytatja pályafutását, az utolsó pillanatig küzdött azért, hogy a csapata ne essen ki a Serie B-be: az utolsó fordulóban a Milan ellen ő lőtte a Genoa bennmaradását eredményező egyenlítő gólt.
Fortunato ilyen előzmények után került a Juventusba, ahol azonnal kezdőjátékosként számított rá Giovanni Trapattoni. Arrigo Sacchi szövetségi kapitány többször is behívta a válogatott keretébe, végül 1993. szeptember 22-én Tallinnban, az észtek elleni világbajnoki-selejtezőn debütálhatott, közmegelégedésre (Észtország-Olaszország 0-3). Fortunato remekül beilleszkedett a Juventusba, bár voltak nehéz pillanatok: amikor a klub 1994 tavaszán a Cagliari ellen kiesett az UEFA-kupából, a szurkolók tojászáporral fejezték ki rosszallásukat a játékosok felé, amelyből Fortunatónak is kijutott.

## Betegsége és halála
A Juventus 1994. május 17-én barátságos mérkőzést játszott a Derthona csapatával, Fortunato ezen a találkozón 45 percet futballozott, látszólag teljesen egészségesnek tűnt. Másnap magasra szökött a láza, ezért a csapatorvos, Riccardo Agricola teljes vérképvizsgálatra küldte a labdarúgót. A diagnózis megdöbbentő volt, Fortunatónál leukémiát állapítottak meg. Az orvosok elmondták, hogy Fortunato a vizsgálatokat megelőző egy hónapban többször is fáradtságra panaszkodott, de ennek nem tulajdonítottak nagy jelentőséget, hiszen az idény végén ez természetes jelenség. A játékost azonnal Perugiába szállították, hogy ott kezdjék meg a kezelését. Itt csontvelő-átültetésen esett át, a donor a lánytestvére és édesapja volt. A gyógykezelés következtében Fortunato állapota javulásnak indult, elhagyhatta a kórházat. Az 1995. február 26-án rendezett Sampdoria-Juventus (0-1) mérkőzésre elkísérte a csapattársait Genovába. Amikor már úgy tűnt, hogy akár le is győzheti a betegséget, influenzás lett és szervezete nem tudott megbirkózni ezzel: 1995.április 25-én a késő délutáni órákban elhunyt. Kezelőorvosa szerint Fortunato nagyon közel állt ahhoz, hogy meggyógyuljon a betegségéből. Búcsúztatására másnap került sor Salernóban, ahol óriási tömeg jelent meg, természetesen rengeteg labdarúgó is. Temetésének napján az olasz válogatott Vilniusban játszott a litvánok ellen, tiszteletére a játékosok fekete karszalaggal léptek pályára (Litvánia-Olaszország 0-1). Fortunato emlékére 1995. augusztus 13-án Salernóban egy hármastornát rendeztek, amelyen a Juventus mellett a Salernitana és a Napoli vett részt. A kupát a Juventus nyerte.